# アイスランド国立博物館

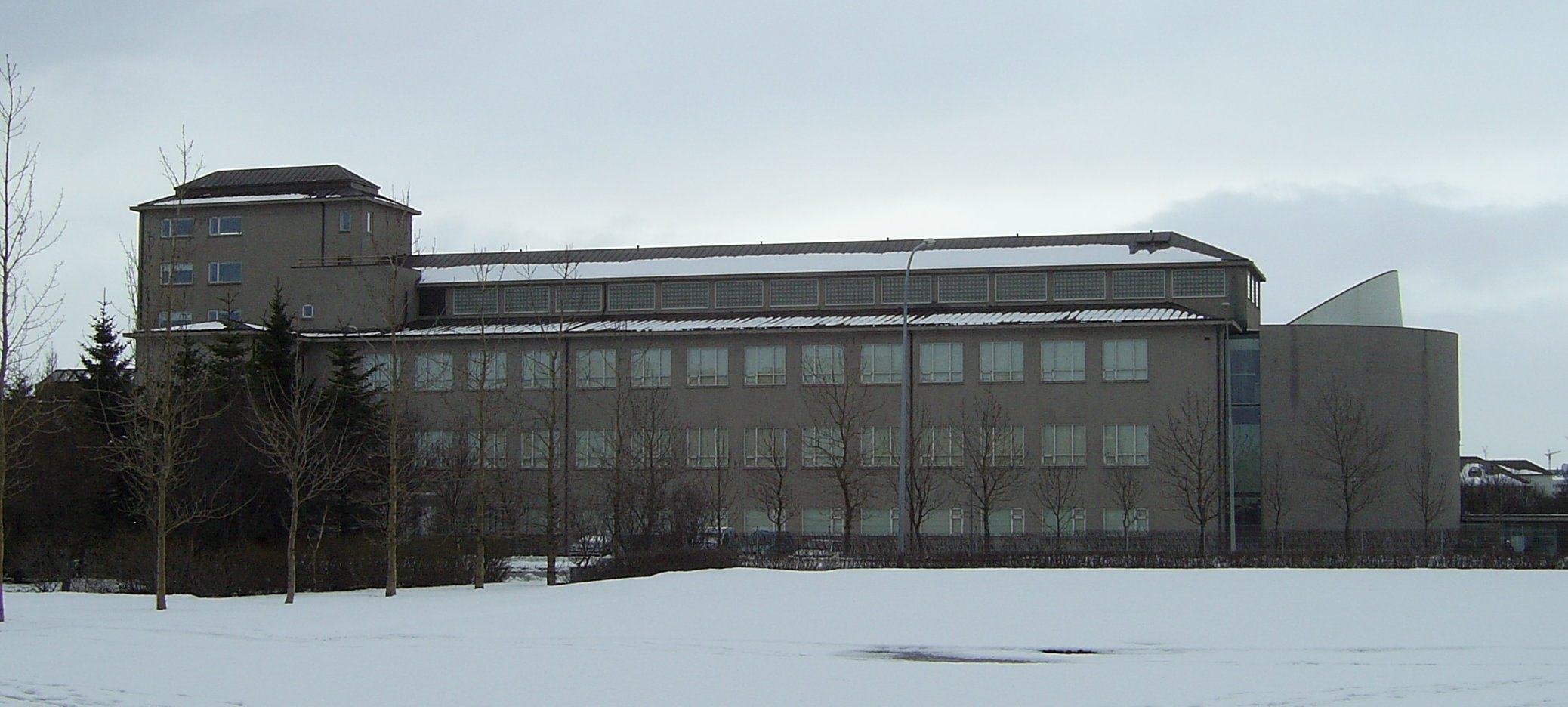
Suðurgata 41, Reykjavík

アイスランド歴史博物館 (アイスランド語: Þjóðminjasafn Íslands) は、その前身を「アイスランド古物コレクション」(Forngripasafns Íslands)と称し、
デンマークの博物館でアイスランドのコレクションを最初に維持した民話収集家ヨウン・アウルトナソンを初代館長に、1863年2月24日に設立された。設立にもっとも貢献したのは2代館長、画家シーグルズル・グズムンズソンと言われる。収集家で後の司祭ヘルギ・シーグルズソンも設立に尽力した一人である。　「古物コレクション」は1911年に博物館と改称した。
現在の博物館の位置は、Suðurgata 41, 101 Reykjavíkとして1950年に確定し、それ以前は、様々なレイキャヴィーク・アティク、最後の40年間はHverfisgata（Safnahúsið、現在の文化センター「Þjóðmenningarhús」）のアイスランド国立図書館の屋根裏に置かれた。